# Navadni rman
Navadni rman (znanstveno ime Achillea millefolium) je cvetnica iz družine nebinovk, izvorno razširjena po vsej severni polobli. Je zelnata trajnica s pokončnim steblom, visokim od 20 cm do enega metra. Listi so puhasti, debeli, dva- do trikrat pernato deljeni, nameščeni spiralno okrog stebla. Po njih ga najlaže ločimo od drugih rmanov. Cveti spomladi in poleti (odvisno od podnebja), v Sloveniji od junija do septembra. Cvetovi so združeni v koške, bele do temno rožnate barve.
Je nezahtevna rastlina, ki uspeva v suhi, degradirani prsti, pogosto na travnikih in obronkih gozdov. Zaradi nezahtevnosti in razmeroma hitre rasti lahko postane invazivna. Vnešen je bil tudi na južno poloblo, natančneje v Avstralijo in na Novo Zelandijo.

## Uporaba
Zaradi eteričnih olj in drugih učinkovin, ki jih vsebuje, se navadni rman pogosto uporablja v ljudskem zdravilstvu, največkrat za blaženje vnetij, prebavnih težav in prekomernega znojenja ter ustavljanje krvavitev.
V preteklosti so ga uporabljali tudi kot zelenjavo za prehrano ali njegov ekstrakt za aromo (npr. pri varjenju piva). Kot dodatek jedem in pijačam (predvsem žganim) se uporablja še danes. Pripisovali so mu tudi nadnaravne lastnosti. Na Kitajskem so v času dinastije Džou posušena stebla uporabljali za napovedovanje prihodnosti.
Posajen v vrtu izboljša rast drugih rastlin, saj izboljšuje kvaliteto prsti, hkrati pa odganja nekatere škodljivce (predvsem rastlinojede žuželke) in privablja druge, ki plenijo škodljivce (npr. ose). Za namene hortikulture so vzgojili že več okrasnih varietet.

## Poimenovanje
Rodovno ime (Achillea) je dobil po legendarnemu grškemu junaku Ahilu, ki naj bi z rmanom zdravil rane svojih vojakov. Vrstno ime (millefollium, dobesedno »tisočerolistni«) se nanaša na zgradbo listov - listne krpe so tako globoko deljene, da izgledajo kot mnogoteri drobni listki.
Nekatera druga slovenska imena za navadni rman so arman, jermanec, kačjek, korancelj, krvavnik, škorocelj, zavrelec, zobci, rmenček, purečjak idr., mnoga med njimi je dobil zaradi svojih zdravilnih lastnosti.